# Joseph Magdelaine Martin
Joseph Magdelaine Martin (Sent Biat, Alta Garona, 6 de gener del 1753 - Tolosa de Llenguadoc, 29 de setembre del 1815) va ser un polític i militar francès que participà en les Guerres de la Revolució Francesa i fou prefecte dels Pirineus Orientals.

## Biografia
En l'adveniment de la Revolució francesa, era empresari a Tolosa. S'inscrigué al 3r. Batalló de Voluntaris de l'Alta Garona l'1 d'agost del 1791, fou nomenat capità d'infanteria el 21 de gener següent i tinent-coronel el 12 de febrer. Posteriorment combaté contra austríacs i piemontesos a Sospel (1792), Gileta (1793) i Saorj (1793-94). També lluità contra la primera Coalició en el setge de Toló (1793) amb grau de cap de batalló. Per recomanació del general Dugommier i a causa de d'haver-se distingit a Toló, rebé el nomenament provisional de general de brigada el 20 de desembre del 1793. Destinat a l'Exèrcit dels Pirineus Orientals durant la Guerra Gran, el 30 d'abril del 1794 participà en la batalla del Voló prenent Tresserra i el juliol del 1795 comandava la plaça de Bellver de Cerdanya. El generalat fou confirmat definitivament el 13 de juny del 1795 pel Comitè de Salvació Pública. Entre setembre del 1795 i març del 1796 tingué el comandament temporal del departament dels Pirineus Orientals i a l'abril del 1796 prengué el comandament militar del departament de la Losera.
Va ser elegit diputat al Consell dels Cinc-cents pel departament de l'Alta Garona el 14 d'abril del 1797, amb 218 vots d'un total de 254, i retingué l'escó fins al 26 de desembre del 1799.
El 4 de març del 1801 fou nomenat prefecte dels Pirineus Orientals, en substitució d'un caigut en desgràcia Charles Charvet de Blenod, i romangué en el post fins al 12 de març del 1813, quan fou destituït i el reemplaçà Jean François Delamalle.
Havia rebut el nomenament de cavaller de la Legió d'Honor francesa el 14 de juny del 1804. Com a militar, passà a la reserva el 6 de juny del 1811.